# Tryphosella nanoides
Tryphosella nanoides is een vlokreeftensoort uit de familie van de Lysianassidae. De wetenschappelijke naam van de soort is voor het eerst geldig gepubliceerd in 1865 door Liljeborg.